# Антитоксины

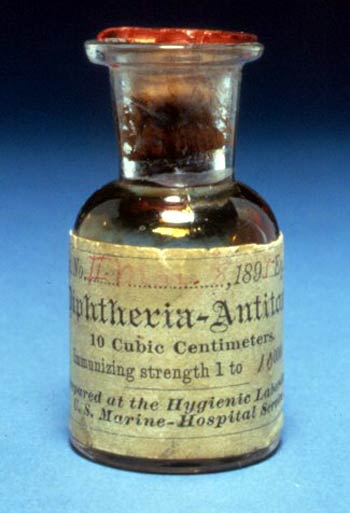
Один из первых пузырьков дифтерийного антитоксина (1895 год)

Антитокси́ны (от греч. αντι- [anti-] «против, противоположность, контр-» + токсин) — разновидность антител, которые обезвреживают токсины, вырабатываемые возбудителями инфекционных болезней. Они образуются в организме при этих болезнях или при вакцинации анатоксинами. Полученные путём иммунизации животных (лошадей) антитоксины широко используются в виде иммунных сывороток (противостолбнячная, противодифтерийная, противозмеиная и др.) для лечения и профилактики (иммунизации) развития соответствующих болезней. Очищенные антитоксины из крови людей с высоким уровнем иммунитета к данной болезни в виде гамма-глобулинов используют в тех же целях.